# Futbol'nyj Klub Rostov 2019-2020
Questa voce raccoglie le informazioni riguardanti il Rostov nelle competizioni ufficiali della stagione 2019-2020.

## Stagione
La squadra finì quinta in campionato, ottenendo l'accesso all'UEFA Europa League 2020-2021, mentre il cammino in Coppa di Russia si fermò agli ottavi di finale.

## Rosa
| N. |                       | Ruolo | Calciatore              |
| -- | --------------------- | ----- | ----------------------- |
| 1  | Russia (bandiera)     | P     | Egor Baburin            |
| 4  | Russia (bandiera)     | D     | Danila Vedernikov       |
| 5  | Svezia (bandiera)     | D     | Dennis Hadžikadunić     |
| 7  | Finlandia (bandiera)  | C     | Roman Erëmenko          |
| 8  | Bulgaria (bandiera)   | C     | Ivelin Popov (capitano) |
| 10 | Russia (bandiera)     | C     | Pavel Mamaev            |
| 11 | Russia (bandiera)     | C     | Aleksej Ionov           |
| 13 | Russia (bandiera)     | A     | Danila Prošljakov       |
| 14 | Uzbekistan (bandiera) | A     | Eldor Shomurodov        |
| 15 | Russia (bandiera)     | D     | Danil Glebov            |
| 17 | Norvegia (bandiera)   | C     | Mathias Normann         |
| 18 | Kazakistan (bandiera) | C     | Baqtııaar Zaınýtdınov   |

| N. |                   | Ruolo | Calciatore         |
| -- | ----------------- | ----- | ------------------ |
| 19 | Russia (bandiera) | C     | Choren Bajramjan   |
| 25 | Russia (bandiera) | D     | Arsenij Logašov    |
| 26 | Russia (bandiera) | C     | Aleksandr Saplinov |
| 28 | Russia (bandiera) | D     | Evgenij Černov     |
| 30 | Russia (bandiera) | P     | Sergej Pes'jakov   |
| 34 | Russia (bandiera) | D     | Aleksej Kozlov     |
| 46 | Russia (bandiera) | P     | Denis Popov        |
| 47 | Russia (bandiera) | A     | Aleksandr Dolgov   |
| 55 | Russia (bandiera) | D     | Maksim Osipenko    |
| 77 | Russia (bandiera) | P     | Maksim Rudakov     |
| 78 | Russia (bandiera) | D     | Dmitrij Čistjakov  |
| 79 | Russia (bandiera) | P     | Daniil Frolkin     |

## Risultati

### Campionato
| Rostov sul Don 13 luglio 2019 1ª giornata | Rostov | 2 – 1 referto | Orenburg | Rostov Arena |

| Rostov sul Don 20 luglio 2019 2ª giornata | Rostov | 2 – 2 referto | Spartak Mosca | Rostov Arena |

| Tula 28 luglio 2019 3ª giornata | Arsenal Tula | 2 – 3 referto | Rostov | Stadio Arsenal |

| Ekaterinburg 3 agosto 2019 4ª giornata | Ural | 2 – 2 referto | Rostov | Stadio Centrale |

| Rostov sul Don 12 agosto 2019 5ª giornata | Rostov | 1 – 0 referto | Kryl'ja Sovetov Samara | Rostov Arena |

| Ufa 18 agosto 2019 6ª giornata | Ufa | 2 – 0 referto | Rostov | Stadio Neftjanik |

| Rostov sul Don 25 agosto 2019 7ª giornata | Rostov | 2 – 1 referto | Rubin | Rostov Arena |

| Mosca 31 agosto 2019 8ª giornata | Lokomotiv Mosca | 1 – 2 referto | Rostov | RŽD Arena |

| Rostov sul Don 16 settembre 2019 9ª giornata | Rostov | 2 – 1 referto | Achmat Groznyj | Rostov Arena |

| Saransk 21 settembre 2019 10ª giornata | Tambov | 2 – 1 referto | Rostov | Mordovia Arena |

| Rostov sul Don 28 settembre 2019 11ª giornata | Rostov | 3 – 0 referto | Dinamo Mosca | Rostov Arena |

| Mosca 6 ottobre 2019 12ª giornata | CSKA Mosca | 1 – 3 referto | Rostov | Arena CSKA |

| San Pietroburgo 19 ottobre 2019 13ª giornata | Zenit San Pietroburgo | 6 – 1 referto | Rostov | Stadio San Pietroburgo |

| Rostov sul Don 26 ottobre 2019 14ª giornata | Rostov | 2 – 0 referto | Soči | Rostov Arena |

| Krasnodar 3 novembre 2019 15ª giornata | Krasnodar | 2 – 2 referto | Rostov | Stadio FK Krasnodar |

| Rostov sul Don 9 novembre 2019 16ª giornata | Rostov | 1 – 2 referto | Tambov | Rostov Arena |

| Mosca 23 novembre 2019 17ª giornata | Dinamo Mosca | 2 – 1 referto | Rostov | Stadio Dinamo |

| Rostov sul Don 30 novembre 2019 18ª giornata | Rostov | 0 – 0 referto | Ural | Rostov Arena |

| Mosca 8 dicembre 2019 19ª giornata | Spartak Mosca | 1 – 4 referto | Rostov | Otkrytie Arena |

| Groznyj 29 febbraio 2020 20ª giornata | Achmat Groznyj | 1 – 1 referto | Rostov | Stadion imeni Achmat-Chadži Kadyrova |

| Rostov sul Don 9 marzo 2020 21ª giornata | Rostov | 3 – 2 referto | CSKA Mosca | Rostov Arena |

| Rostov sul Don 15 marzo 2020 22ª giornata | Rostov | 1 – 3 referto | Lokomotiv Mosca | Rostov Arena |

| Soči 19 giugno 2020 23ª giornata | Soči | 10 – 1 referto | Rostov | Stadio olimpico Fišt |

| Rostov sul Don 27 giugno 2020 24ª giornata | Rostov | 2 – 1 referto | Arsenal Tula | Rostov Arena |

| Rostov sul Don 1º luglio 2020 25ª giornata | Rostov | 1 – 1 referto | Krasnodar | Rostov Arena |

| Samara 4 luglio 2020 26ª giornata | Kryl'ja Sovetov Samara | 0 – 0 referto | Rostov | Samara Arena |

| Rostov sul Don 8 luglio 2020 27ª giornata | Rostov | 1 – 2 referto | Ufa | Rostov Arena |

| Orenburg 12 luglio 2020 28ª giornata | Orenburg | 0 – 0 referto | Rostov | Stadio Gazovik |

| Kazan' 16 luglio 2020 29ª giornata | Rubin | 0 – 0 referto | Rostov | Kazan Arena |

| Rostov sul Don 22 luglio 2020 30ª giornata | Rostov | 1 – 2 referto | Zenit San Pietroburgo | Rostov Arena |

### Coppa di Russia
| Saransk 25 settembre 2019 Sedicesimi di finale | Mordovija | 0 – 2 referto | Rostov | Stadio Start |

| Mosca 31 ottobre 2019 Ottavi di finale | Spartak Mosca | 2 – 1 referto | Rostov | Otkrytie Arena |